# Löntagaren
Löntagaren är en svenskspråkig medlemstidning för Finlands Fackförbunds Centralorganisation r.f., förkortat FFC. Alla finlandssvenska medlemmar i FFC:s fackförbund får tidningen som medlemsförmån. Enligt uppgifter hämtade från tidningens mediakort är upplagan cirka 23 000 exemplar.
Tidningens främsta uppgift är att informera och engagera läsarna i såväl fackliga frågor som samhällsfrågor. Den ger speciellt plats för finlandssvenska löntagarens vardag i ord och bild.

### Fotnoter
1. 1 2 3 4 5